# Eusébio de Queirós Coutinho da Silva
Eusébio de Queirós Coutinho da Silva (São Paulo de Luanda, 25 de março de 1781 — Rio de Janeiro, 5 de setembro de 1842) foi um magistrado e político português e brasileiro. Foi um dos primeiros ministros a compor o Supremo Tribunal de Justiça, atual Supremo Tribunal Federal.

## Família
Filho de Domingos Plácido da Silva, ouvidor em Luanda da comarca de Angola, e de Helena de Queirós Coutinho da Silva.
Casou com Catarina Matoso de Queirós da Câmara em Benguela, Angola, no ano de 1805. O casal teve muitos filhos, entre os quais o conselheiro Eusébio de Queirós Coutinho Matoso da Câmara, autor da Lei Eusébio de Queirós e ministro da Justiça do Império (1848-1852).

## Carreira
Matriculou-se em Leis na Faculdade de Direito da Universidade de Coimbra em 1797. Foi premiado nos estudos e recebeu o grau de bacharel em 1803.
Em Angola, exerceu os seguintes cargos:
- Juiz de fora de Benguela nomeado em 1805. Começou a servir em 25 de fevereiro de 1806, permanecendo neste cargo durante cinco anos;
- Ouvidor da comarca de Angola, o mesmo cargo que tinha sido exercido por seu pai anteriormente. Foi nomeado por decreto de 17 de dezembro de 1808 e serviu até 25 de novembro de 1815. Pela imediata resolução de 15 de março de 1813, teve a mercê de beca honorária, que sempre foi dada aos seus antecessores.

Foi transferido para o Brasil, onde então residia o príncipe regente, futuro rei D. João VI. Embarcou com sua família em 26 de janeiro de 1816 e chegou em março do mesmo ano no Rio de Janeiro.
No Brasil, exerceu os seguintes cargos:
- Ouvidor da comarca do Serro Frio, atual cidade do Serro, Minas Gerais, nomeado por decreto de 6 de fevereiro de 1818;
- Provedor da Fazenda dos Defuntos e Ausentes, Resíduos e Capelas do termo da comarca do Serro Frio, recém-criada por alvará de 20 de abril de 1818, tendo sido nomeado para o cargo por decreto da mesma data;
- Desembargador da  Relação de Pernambuco recém-criada por alvará de 6 de fevereiro de 1821. Recebeu o aviso em 15 de junho de 1822 e passou a exercer o cargo de Segundo Agravista a partir de 13 de agosto de 1822 continuando até 1825;
- Procurador da Coroa e Real Fazenda em Pernambuco de 1822 até 1825;
- Deputado às Cortes Portuguesas, eleito por Angola em 14 de janeiro de 1822;
- Desembargador dos Agravos na Casa da Suplicação do Rio de Janeiro, nomeado em decreto de 1º de dezembro de 1824, tendo exercido o cargo a partir de 1825;
- Chanceler da Relação da Bahia nomeado em decreto de 6 de outubro de 1827, convidado por Estevão Ribeiro de Rezende, então conde de Valença e Ministro da Justiça;
- Desembargador da Mesa do Desembargo do Paço nomeado em 6 de novembro de 1827. Foi a última nomeação desse cargo que se fez no Brasil;
- Ministro do Supremo Tribunal de Justiça (hoje Supremo Tribunal Federal) criado com a extinção da Casa da Suplicação do Rio de Janeiro, tendo sido nomeado ministro em 19 de outubro de 1828 e tomado posse no cargo no no dia 16 de janeiro de 1829;
- Membro de uma comissão externa da Câmara dos Deputados, juntamente com José Antônio da Silva Maia e Joaquim Gaspar de Almeida, escolhida em 1833 para propor emendas ao Código do Processo.

Foi agraciado com o hábito da Ordem de Cristo por decreto de 24 de junho de 1822 e com o foro de Fidalgo Cavaleiro da Casa Imperial em 17 de dezembro de 1827. Recebeu o título de Conselheiro por carta imperial de 13 de novembro de 1827.
Foi sepultado nas catacumbas da igreja de São Francisco de Paula.